# Phreatia sumatrana
Phreatia sumatrana är en orkidéart som beskrevs av Rudolf Schlechter. Phreatia sumatrana ingår i släktet Phreatia och familjen orkidéer. Inga underarter finns listade i Catalogue of Life.